# Antonio Bichi
Antonio Bichi (ur. 30 marca 1614 w Sienie, zm. 21 lutego 1691 w Osimo) – włoski kardynał.

## Życiorys
Urodził się 30 marca 1614 roku w Sienie, jako syn Firmana Bichiego i Onoraty Mignanelli. Studiował na Uniwersytecie Sieneńskim, a następnie został wykładowcą prawa. W latach 1642–1652 był internuncjuszem we flandrii. 8 grudnia 1652 roku został wybrany biskupem Montalcino, a trzy dni później przyjął sakrę. Po czterech latach został przeniesiony do diecezji Osimo. 9 kwietnia 1657 roku został kreowany kardynałem in pectore. Jego nominacja na kardynała prezbitera na konsystorzu 10 listopada 1659 roku i nadano mu kościół tytularny Sant’Agostino. W okresie 1662–1667 był legatem w Urbino. 3 marca 1687 roku został podniesiony do rangi kardynała biskupa i otrzymał diecezję suburbikarną Palestrina. Zmarł 21 lutego 1691 roku w Osimo.